# Lodève
Lodève település Franciaországban, Hérault megyében. Lakosainak száma 7202 fő (2022. január 1.). Lodève Le Bosc, Fozières, Lauroux, Lavalette, Olmet-et-Villecun, Les Plans, Poujols, Le Puech, Soubès, Soumont és Lunas-les-Châteaux községekkel határos.

## Népesség
A település népességének változása:
| Lakosok száma | 7556 | 8378 | 7602 | 7334 | 7467 | 7409 | 7441 | 7477 | 7382 | 7202 |
|               | 1968 | 1982 | 1990 | 2006 | 2013 | 2015 | 2017 | 2019 | 2020 | 2022 |